# Les Hasards heureux de l'escarpolette
Les Hasards heureux de l'escarpolette est une scène galante peinte par Jean-Honoré Fragonard entre 1767 et 1769.

## Historique
D'après Charles Collé, rapportant une confidence à lui faite le 2 octobre 1767 par Gabriel-François Doyen, un « homme de la Cour » avait voulu passer commande à ce peintre d'un tableau en ces termes : « Je désirerais que vous peignissiez madame (en montrant sa maîtresse) sur une escarpolette qu'un évêque mettrait en branle. Vous me placerez de façon, moi, que je sois à portée de voir les jambes de cette belle enfant, et mieux même si vous voulez égayer davantage votre tableau. » Surpris qu'on s'adresse à lui pour un tel sujet, Doyen orienta le commanditaire vers Fragonard, lequel hésita tout de même à faire jouer à un évêque le rôle indiqué (ce qui eût pu nuire à sa carrière) et convainquit son client de remplacer l'évêque par un mari cocu.
Le mystérieux commanditaire est traditionnellement identifié, depuis le XIXe siècle, comme étant Marie-François-David Bollioud de Saint-Julien (1713–1788), baron d'Argental et receveur général du Clergé. Un doute a pu apparaître en raison de l'existence, à la même époque, d'un autre baron de Saint-Julien, Guillaume Baillet de Saint-Julien (1726–1796) qui fut collectionneur et critique d'art.
Si la première attribution prévaut généralement, elle pose cependant un problème dans la mesure où le très jeune homme représenté dans L'escarpolette ne semble pas pouvoir constituer un portrait crédible d'un baron de Saint-Julien âgé, au moment de la commande, de 54 ans. C'est pourquoi Catherine Baradel-Vallet propose, « en supposant qu'il y ait une part de vérité dans le rapprochement établi entre le commanditaire du tableau et un baron de Saint-Julien », que ce mystérieux commanditaire fût non François de Saint-Julien mais son fils, Jean-Victor-François-Auguste de Saint-Julien (1749–1781), dont l'âge en 1767 s'accorderait mieux à celui qu'on peut prêter au personnage du tableau et fournirait une explication, inexpérience de la jeunesse aidant, à l'erreur initiale dans le choix du peintre pressenti.
Le tableau, après avoir appartenu successivement au fermier général Emmanuel-François Ménage de Pressigny, au duc de Morny et au marquis d'Hertford, est exposé en permanence à Londres, à la Wallace Collection, depuis 1900.
Le tableau est restauré en 2021 par le restaurateur Martin Wyld, une opération visant à retirer une épaisse couche de vernis jaunie par le temps,.

## Description
Une jeune femme est perchée sur une escarpolette. Sa robe rose renvoie à son espièglerie et sa sensualité. À l'arrière-plan, un homme plus âgé la balance pendant que derrière le buisson un homme plus jeune se délecte de la vue. Une des pantoufles de la jeune femme s'envole en direction du jeune homme. Le cupidon, index à la bouche, indique la nature discrète de la relation. Les trois personnages sont entourés par la nature qui semble omniprésente.
La restauration de 2021 révèle de nouveaux éléments : un chien en bas à droite du tableau, les détails du vêtement de la jeune femme, et le fait que l'homme âgé n'est pas vêtu de noir mais de bleu. Ce dernier détail signifie que le vieil homme n'est pas un religieux mais un laïque, et que le tableau serait une situation de ménage à trois (impliquant peut-être un père et son fils),. Une autre interprétation du tableau est que le vieil homme s'amuse à balancer sa jeune femme sans se rendre compte qu'il fait le jeu des deux jeunes tourtereaux.
Selon Yuriko Jackall, conservatrice en chef de la Wallace Collection, il s agirait du « plus grand tableau rococo ».
La scène est décrite par Pierre Cabanne, dans son ouvrage intitulé Fragonard, comme une « image de marivaudage badin ».

## Postérité
Un tableau très largement inspiré de cette œuvre est visible dans la galerie des peintures du château d'Arendelle dans le film La Reine des Neiges.
La réalisation de ce tableau est montrée au début du film Les Deux Fragonard (1989).
Un siècle plus tard cette œuvre à vraisemblablement inspiré Pierre Auguste Cot pour Le Printemps (1873).
Dans Harry Potter et la Chambre des secrets, parmi les tableaux vivants dans l'escalier principal, une version morbide du tableau figure non loin de la peinture dite « de la Grosse Dame ».